# Gerd Koßmann
Gerd Koßmann (* 21. August 1951) war Fußballspieler in Schkopau. Für die BSG Chemie Buna Schkopau spielte er 1981/82 in der DDR-Oberliga, der höchsten Spielklasse des DDR-Fußball-Verbandes. 
Koßmann kam 1971 zur Betriebssportgemeinschaft (BSG) Chemie Buna Schkopau, deren Fußballmannschaft zu dieser Zeit in der drittklassigen Bezirksliga Halle (Saale) spielte. 1973 wurde er mit der Mannschaft Bezirksmeister und Aufsteiger in die DDR-Liga. Als die BSG Chemie in der Saison 1980/81 überraschend in die Oberliga aufstieg, war Koßmann als Abwehrspieler mit 29 Einsätzen bei 22 Punkt- und acht Aufstiegsspielen sowie zwei Torerfolgen beteiligt. In der Oberligasaison 1981/82 wurde er durchgehend als Libero eingesetzt und bestritt neben zwei weiteren Spielern alle 26 Punktspiele. Der bereits 30-jährige Abwehrorganisator war wie die gesamte Mannschaft in der Oberliga überfordert, und er konnte nicht verhindern, dass der Aufsteiger mit 77 Gegentoren das schlechteste Torverhältnis erzielte und mit nur drei Siegen bei 18 Niederlagen sofort wieder absteigen musste. Anschließend spielte Koßmann noch weitere vier Spielzeiten für die BSG Chemie Buna in der DDR-Liga, beendete aber bereits während der Saison 1985/86 seine Laufbahn als Fußballspieler im Leistungsbereich. 
Koßmann, der bereits während seiner aktiven Zeit eine Ausbildung zum Diplomökonom absolviert hatte, blieb weiterhin Mitglied der Betriebssportgemeinschaft und gehörte am 7. Februar 1991 zu den Gründungsmitgliedern des Nachfolgevereins SV Merseburg 99.